# Tabanus divulsus
Tabanus divulsus är en tvåvingeart som beskrevs av Suh, Choi och Kae Kyoung Kwon 2003. Tabanus divulsus ingår i släktet Tabanus och familjen bromsar.
Artens utbredningsområde är Sydkorea. Inga underarter finns listade i Catalogue of Life.